# Code - Secret Room
Code - Secret Room (hangul: 코드 - 비밀의 방, en español Código - Habitación Secreta) es un programa concurso surcoreano de la realidad sobre el juego Escape Room. Se emitió por JTBC desde el 1 de enero de 2016 hasta el 25 de marzo de 2016, cada viernes a las 23:00 KST.

## Formato
Es un juego Escape Room en el que 10 celebridades están encerrados en el sótano de un edificio secreto. En el sótano hay 8 pisos con 4 habitaciones en cada piso: la Habitación Verde, la Habitación Azul, la Habitación Roja y la Habitación Espejo. Comienzan en el piso B8. Cada semana deben escapar de un piso al piso de arriba. Cada episodio consiste en un Main Code (en español Código Principal) y un Last Code (en español Último Código). Una persona es eliminado en cada episodio. La persona que sobrevive hasta el final será el campeón. 
Main Code 

Todos los jugadores participan en el Main Code. En el Main Code, tienen que encontrar los rompecabezas escondidos en las habitaciones y solucionar esos problemas para obtener las pistas sobre el Passcode (en español Contraseña). Introduciendo el Passcode correcto, los jugadores pueden entrar al ascensor que los lleva al piso de arriba. A cada jugador se le da 3 Tarjetas de Oportunidad, es decir, cada uno tiene 3 oportunidades de introducir el Passcode. Las Tarjetas de Oportunidad son transferibles entre los jugadores. El primer jugador que introduce el Passcode correcto y escapa al piso de arriba recibirá unas condiciones favorables en el próximo episodio como una pista sobre el Passcode en ese piso y una Tarjeta de Oportunidad extra.
El Main Code continúa hasta que hay 4 jugadores que aún no se escapan. Esos jugadores participan en el Last Code.
Last Code 

En el Last Code, las 4 personas necesitan cumplir una misión. Los primeros 3 jugadores que completan la tarea avanzarán al piso de arriba, mientras que el jugador restante será eliminado. 
La persona que sobrevive en cada episodio (en el Main Code o en el Last Code) hasta el final será el campeón y el premio será 20 millones de won.

## Primera Ronda (Individual)

### Concursantes
| Nombre         | Nombre nativo | Ocupación                                       |
| -------------- | ------------- | ----------------------------------------------- |
| Baek Sung-hyun | 백성현        | Actor                                           |
| Choi Song Hyun | 최송현        | Locutora, actriz                                |
| Han Seok Jun   | 한석준        | Locutor, presentador                            |
| Jeong Jun Ha   | 정준하        | Comediante, presentador                         |
| Ji Joo Yeon    | 지주연        | Actriz, miembro de Mensa                        |
| Kim Hee Chul   | 김희철        | Cantante (Miembro de Super Junior)              |
| Lee Yong Jin   | 이용진        | Comediante                                      |
| Oh Hyun Min    | 오현민        | Estudiante de KAIST, personalidad de televisión |
| Seo Yu Ri      | 서유리        | Actriz de voz                                   |
| Shin Jae Pyung | 신재평        | Cantante (Miembro de Peppertones)               |

### Invitados
Episodio 6:
- Yura: Miembro de Girl's Day (La ayudante de Kim Hee Chul)[3]
- Kim So Jung: Cantante, graduada de KAIST (La ayudante de Oh Hyun Min)
- Kwak Hee Sung: Actor, cantante (El ayudante de Baek Sung-hyun)
- Kim Hyung Gyu: Dentista, personalidad de televisión (El ayudante de Jeong Jun Ha)
- Yoon Deok Won: Músico (El ayudante de Shin Jae Pyung)

### Episodios
| Episodio | Fecha                 | Piso | Main Code                          | Primero en Escapar          | Jugadores de Last Code                                      | Last Code              | Jugador Eliminado        |
| -------- | --------------------- | ---- | ---------------------------------- | --------------------------- | ----------------------------------------------------------- | ---------------------- | ------------------------ |
| 1        | 1 de enero de 2016    | B8   | Passcode 4349                      | Oh Hyun Min                 | Baek Sung-hyun, Shin Jae Pyung, Choi Song Hyun, Ji Joo Yeon | Deshacer el Nudo       | Ji Joo Yeon              |
| 2        | 8 de enero de 2016    | B7   | Passcode Brazil                    | Kim Hee Chul                | Jeong Jun Ha, Choi Song Hyun, Seo Yu Ri, Han Seok Jun       | Armar Rompecabezas     | Han Seok Jun             |
| 3        | 15 de enero de 2016   | B6   | Passcode C9H8O4                    | Oh Hyun Min                 | Jeong Jun Ha, Baek Sung-hyun, Seo Yu Ri, Choi Song Hyun     | Bocacha de la Muerte   | Seo Yu Ri                |
| 4        | 22 de enero de 2016   | B5   | Código Jugador Passcode 3185624907 | Oh Hyun Min                 | Kim Hee Chul, Shin Jae Pyung, Lee Yong Jin, Choi Song Hyun  | Susurro del Diablo     | Choi Song Hyun           |
| 5        | 29 de enero de 2016   | B4   | Código Póker                       | Shin Jae Pyung              | Oh Hyun Min, Jeong Jun Ha, Lee Yong Jin                     | Dado de la Muerte      | Lee Yong Jin             |
| 6        | 5 de febrero de 2016  | B3   | Código Color                       | Oh Hyun Min                 | Jeong Jun Ha, Kim Hee Chul, Baek Sung-hyun                  | Triángulo de la Muerte | Baek Sung-hyun           |
| 7        | 12 de febrero de 2016 | B2   | Código Escalera                    | Oh Hyun Min, Shin Jae Pyung | Jeong Jun Ha, Kim Hee Chul                                  | Martillo de la Muerte  | Kim Hee Chul             |
| 8        | 19 de febrero de 2016 | B1   | Passcode 4232                      | Oh Hyun Min                 |                                                             |                        | Shin Jae Pyung           |
| 8        | 19 de febrero de 2016 | B1   | Código Final: Apostando Real       | Campeón: Oh Hyun Min        |                                                             |                        | Subcampeón: Jeong Jun Ha |

### Gráfico de Eliminación
| Ranquin | Jugador(a)     | Episodio | Episodio | Episodio | Episodio | Episodio | Episodio | Episodio | Episodio | Episodio   | MC Ganó | LC Ganó |
| Ranquin | Jugador(a)     | 1        | 2        | 3        | 4        | 5        | 6        | 7        | 8        | 8-FC       | MC Ganó | LC Ganó |
| ------- | -------------- | -------- | -------- | -------- | -------- | -------- | -------- | -------- | -------- | ---------- | ------- | ------- |
| 1       | Oh Hyun Min    | 1.er     | 5.º      | 1.er     | 1.er     | 5.º      | 1.er     | 1.er     | 1.er     | Campeón    | 6       | 1       |
| 2       | Jeong Jun Ha   | 4.º      | 6.º      | 6.º      | 2.º      | 4.º      | 4.º      | 3.er     | 2.º      | Subcampeón | 0       | 5       |
| 3       | Shin Jae Pyung | 7.º      | 4.º      | 2.º      | 4.º      | 1.er     | 2.º      | 1.er     | ELIM     |            | 2       | 2       |
| 4       | Kim Hee Chul   | 5.º      | 1.er     | 3.er     | 4.º      | 2.º      | 3.er     | ELIM     |          |            | 1       | 2       |
| 5       | Baek Sung-hyun | 9.º      | 3.er     | 7.º      | 3.er     | 3.er     | ELIM     |          |          |            | 0       | 2       |
| 6       | Lee Yong Jin   | 6.º      | 2.º      | 4.º      | 4.º      | ELIM     |          |          |          |            | 0       | 1       |
| 7       | Choi Song Hyun | 8.º      | 8.º      | 5.º      | ELIM     |          |          |          |          |            | 0       | 3       |
| 8       | Seo Yu Ri      | 3.er     | 7.º      | ELIM     |          |          |          |          |          |            | 0       | 1       |
| 9       | Han Seok Jun   | 2.º      | ELIM     |          |          |          |          |          |          |            | 0       | 0       |
| 10      | Ji Joo Yeon    | ELIM     |          |          |          |          |          |          |          |            | 0       | 0       |

Notas al pie
1. 1 2  El 1er lugar y el segundo lugar en Main Code avanzarán al Final Code. Mientras tanto, el jugador que queda será eliminado directamente.
2. ↑  Al campeón Oh Hyun Min se le da la opción de elegir entre irse del sótano con un premio de ₩20,000,000 o volver al piso B5 para continuar compitiendo en una ronda nueva de juego. Si gana otra vez, el premio final será ₩40,000,000 en total.

## Segunda Ronda (Equipo)
Oh Hyun Min, el campeón en la primera ronda de concurso, decidió volver al piso B5 y escogió a Han Seok Jun como su compañero de equipo. Entonces la segunda ronda empezó. A diferencia de la primera ronda (individual), la segunda ronda es un juego de equipo. Cada equipo se compone de 2 miembros. El formato es similar a la primera ronda: consiste en un Main Code y un Last Code. Los primeros dos equipos que completan el Main Code moverán al siguiente piso. Entretanto los equipos restantes competirán en el Last Code para decidir qué equipo sobrevivirá o será elimindo.

### Concursantes
| Nombre         | Nombre nativo | Ocupación                                              |
| -------------- | ------------- | ------------------------------------------------------ |
| Oh Hyun Min    | 오현민        | Estudiante de KAIST, personalidad de televisión        |
| Han Seok Jun   | 한석준        | Locutor, presentador                                   |
| San E          | 산이          | Rapero                                                 |
| P Type         | 피타입        | Rapero                                                 |
| Hong Jin Kyung | 홍진경        | Modelo, actriz                                         |
| Jang Han Byul  | 장한별        | Cantante                                               |
| Choi Sung Jun  | 최성준        | Actor, miembro de Mensa                                |
| Eddy Kim       | 에디 킴       | Cantante                                               |
| Miryo          | 미료          | Rapera (Miembro de Brown Eyed Girls)                   |
| Choi Jung Moon | 최정문        | Cantante, personalidad de televisión, miembro de Mensa |
| Jang Sung Gyu  | 장성규        | Locutor                                                |
| Kang Ji Yeong  | 강지영        | Locutora                                               |

### Episodios
| Episodio | Fecha                 | Piso | Main Code                                                | Primero en Escapar                                   | Jugadores de Last Code                                                                           | Last Code                | Jugador Eliminado                    |
| -------- | --------------------- | ---- | -------------------------------------------------------- | ---------------------------------------------------- | ------------------------------------------------------------------------------------------------ | ------------------------ | ------------------------------------ |
| 9        | 26 de febrero de 2016 | B5   | Código Color                                             | Oh Hyun Min y Han Seok Jun                           | San E y P Type, Hong Jin Kyung y Jang Han Byul, Choi Sung Jun y Eddy Kim, Miryo y Choi Jung Moon | Palabras de la Muerte    | Hong Jin Kyung y Jang Han Byul       |
| 10       | 4 de marzo de 2016    | B4   | Código Blackjack                                         | San E y P Type                                       | Choi Sung Jun y Eddy Kim, Miryo y Choi Jung Moon, Jang Sung Gyu y Kang Ji Yeong                  | Blanco de la Muerte      | Miryo y Choi Jung Moon               |
| 11       | 11 de marzo de 2016   | B3   | Código Nombre                                            | Oh Hyun Min y Han Seok Jun, Choi Sung Jun y Eddy Kim | San E y P Type, Jang Sung Gyu y Kang Ji Yeong                                                    | Ahorcado de la Muerte    | Jang Sung Gyu y Kang Ji Yeong        |
| 12       | 18 de marzo de 2016   | B2   | Código Ruleta                                            | Choi Sung Jun y Eddy Kim                             | Oh Hyun Min y Han Seok Jun, San E y P Type                                                       | Go-moku de un Solo Color | San E y P Type                       |
| 13       | 25 de marzo de 2016   | B1   | Código de 3 Juegos Mentales (Janggi / Carrom / Quoridor) | Campeón: Oh Hyun Min y Han Seok Jun                  |                                                                                                  |                          | Subcampeón: Choi Sung Jun y Eddy Kim |

### Gráfico de Eliminación
| Ranquin | Jugadores                      | Episodio | Episodio | Episodio | Episodio | Episodio   | MC Ganó | LC Ganó |
| Ranquin | Jugadores                      | 9        | 10       | 11       | 12       | 13         | MC Ganó | LC Ganó |
| ------- | ------------------------------ | -------- | -------- | -------- | -------- | ---------- | ------- | ------- |
| 1       | Oh Hyun Min y Han Seok Jun     | 1.er     | 2.º      | 1.er     | 2.º      | Campeón    | 2       | 1       |
| 2       | Choi Sung Jun y Eddy Kim       | 3.er     | 3.er     | 1.er     | 1.er     | Subcampeón | 2       | 2       |
| 3       | San E y P Type                 | 4.º      | 1.er     | 3.er     | ELIM     |            | 1       | 2       |
| 4       | Jang Sung Gyu y Kang Ji Yeong  | 2.º      | 3.er     | ELIM     |          |            | 0       | 1       |
| 5       | Miryo y Choi Jung Moon         | 5.º      | ELIM     |          |          |            | 0       | 1       |
| 6       | Hong Jin Kyung y Jang Han Byul | ELIM     |          |          |          |            | 0       | 0       |